# Lugowoi (Chanten und Mansen)
Lugowoi (russisch Лугово́й) ist eine Siedlung städtischen Typs im westsibirischen Autonomen Kreis der Chanten und Mansen/Jugra (Russland) mit 1756 Einwohnern (Stand 14. Oktober 2010).

## Geographie
Die Siedlung liegt am linken Ufer des stark mäandrierenden Flusses Konda, im Westsibirischen Tiefland, etwa 226 Kilometer Luftlinie südwestlich des Verwaltungszentrums des Autonomen Kreises Chanty-Mansijsk. Das Rajonzentrum Meschduretschenski befindet sich etwa 13 Kilometer südlich von Lugowoi.
Administrativ gehört Lugowoi zum Kondinski rajon. Zudem ist es Verwaltungssitz und einziger ständig bewohnter Ort der gleichnamigen Stadtgemeinde Gorodskoje posselenije Lugowoi (Городское поселение Луговой).

## Geschichte
Lugowoi entstand im Jahr 1922 als Ansiedlung von russischstämmigen Bauern, nahe dem ehemaligen Dorf Sujewka (Зуевка). Namensgebend für den Ort waren die reichhaltigen Wiesenflächen (russisch луг/lug; Wiese) an den Ufern der Konda, die den Bauern als Acker- und Weideflächen für den Getreideanbau sowie die Viehzucht dienten. Neben dem Pelzhandel betrieben die Siedler zudem Fischfang in den umliegenden fischreichen Seen.
Im Jahr 1929 wurde eine Kommune gegründet, die allerdings schnell zerfiel und 1932 zur landwirtschaftlichen Kolchose Rotes Banner (Красное знамя) umformierte. Seit 1937 bestand zudem ein Betrieb zur Holzernte. In den 1950er und 1960er Jahren wurde die Siedlung stark erweitert. Neben einer Bibliothek wurden unter anderem auch ein Postgebäude, eine Försterei, eine Ziegelei, eine Ambulanz, eine Musikschule sowie Läden und Handelsgebäude errichtet. Ein Dorfsowjet wurde 1957 gegründet. Die Kolchose wurde 1959 aufgelöst.
1959 wurde am westlichen Ortsrand ein kleiner Flugplatz mit zwei Start- und Landebahn gebaut. Zwei Jahre später wurde die Lugowoier Abteilung zum Luftschutz vor Waldbränden (Луговское отделение авиационной охраны лесов от пожаров) gegründet, die vom Flugplatz aus mit Hubschraubern (Mi-1, Mi-2, später Mi-8) und Mehrzweckflugzeugen (Jak-12 , später Wasserflugzeuge) operierte.
Wichtigster Wirtschaftszweig wurde die holzproduzierende und holzverarbeitende Industrie. Ende der 1950er Jahre wurde ein Sägewerk errichtet. Der Holztransport von den Holzschlagbasen erfolgte mittels Flößerei über die Konda sowie über Winterstraßen. Für den Personen- und Warentransport aus dem Wald bestand zudem, von 1956 bis in die 1970er Jahre, eine bis zu 47 Kilometer lange Schmalspurbahn. Mit der Entdeckung und Erschließung der westsibirischen Erdöllagerstätte Schaimskoje in den 1960er Jahren wuchs die Nachfrage nach Wohnraum für die wachsenden Siedlungen und Städte in der Umgebung. Das in Lugowoi ansässige Wohnungsbau-Kombinat profitierte hiervon stark und vergrößerte seinen Absatz an vorgefertigten hölzernen Mehrfamilienhäusern. Am 29. September 1960 erhielt Lugowoi den Status einer Siedlung städtischen Typs.
In den 1970er Jahren entstanden in Lugowoi Gewächshäuser, eine Hühnerfarm sowie eine Molkerei zur örtlichen Selbstversorgung. 1980 wurde der Ort, der bis dato Energie über Dampf- und Dieselgeneratoren erhielt, mittels Starkstromleitungen elektrifiziert.
Seit den 1990er Jahren sinkt die Produktion des Lugowoier Forstwirtschaftsbetriebes, da sich die Basen für den Holzeinschlag mittlerweile mehr als 150 Kilometer von der Siedlung entfernt befinden. In der Folge nimmt auch die Bevölkerungszahl des Ortes stetig ab.

### Bevölkerungsentwicklung
| Jahr | Einwohner |
| ---- | --------- |
| 1970 | 3001      |
| 1979 | 2672      |
| 1989 | 2575      |
| 2002 | 1956      |
| 2010 | 1756      |

Anmerkung: Volkszählungsdaten

## Kultur und Sehenswürdigkeiten
Der Ort verfügt über ein Kulturhaus, eine Bibliothek sowie ein nahe gelegenes Gesundheits-, Sport- und Ausbildungslager für Jugendliche.

## Wirtschaft und Infrastruktur
Der wichtigste Wirtschaftszweig des Ortes ist die Holzindustrie.
Ausgehend von Lukowoi verläuft eine Straße ins nahe gelegene Meschduretschenski. Von dort besteht über die Station Ustje-Acha eine Anbindung an das russische Eisenbahnnetz (Eisenbahnstrecke Jekaterinburg–Irbit–Tawda). Lugowoi besitzt zudem einen Flusshafen an der Konda.